# Puruqqu
Puruqqu (... – XVII secolo a.C.) è stato un presunto re di Ugarit. È menzionato nelle transazioni commerciali di lana di Alalakh come "l'uomo di Ugarit".